# Друскін Михайло Семенович
Михайло Семенович Друскін (нар. 1 (14) січня 1905, Київ — 20 квітня 1991, Санкт-Петербург) — музикознавець, піаніст, педагог. Доктор мистецтвознавства (1946). Професор Ленінградської консерваторії. Заслужений діяч мистецтв РРФСР (1962).

## Сім'я
Батько Семен Львович Друскін (1869–1934), лікар; мати Олена Савеліївна (1872–1963); брат Яків Семенович Друскін (1902–1980), філософ, музикант та математик; сестра Лідія Семенівна Друскіна (1911–2005), фізик, кандидат фізико-математичних наук.

## Біографія

### Роки навчання, робота в Петрограді-Ленінграді
1921 року Михайло Друскін закінчив Єдину трудову школу (колишню гімназію Л. Д. Лентовської; вчився в одному класі з Олександром Введенським та Вадимом Андрєєвим, сином письменника Леоніда Андрєєва). У тому ж 1921 поступив у Санкт-Петербурзький державний університет на математичний факультет (який незабаром кинув), 1922 року — на Вищі курси мистецтвознавства в Петроградський-Ленінградський Інститут історії мистецтв. Спочатку навчався на «словесному розряді», де відвідував семінари Ю. М. Тинянова та Б. В. Казанського; потім перейшов на «музичний розряд», де брав участь у двох семінарах Б. В. Асаф'єва; брав участь у критичному семінарі у А. М. Римського-Корсакова. Одночасно брав участь в акціях «лівого» мистецтва. У 1924 році (у віці 19 років) став науковим співробітником Інституту.
У січні 1922 року вступив до Петроградської консерваторії на фортепіанний факультет (вчився у О. А. Вінклера та О. К. Калантарової). У роки навчання брав участь в інститутських концертах-виставках (1922–1925), організованих за ініціативою Асаф'єва, де виконувалася музика старовинна та сучасна. У 1925 закінчив Консерваторію з відзнакою.
З осені 1925 року — педагог фортепіанного класу в IV (Центральному) музичному технікумі, там же — завідувач фортепіанним відділом технікуму та навчальною частиною, секретар гуртка нової музики, керованого Асаф'євим.
Коли 1925 року в Ленінграді була організована Асоціація сучасної музики (ЛАСМ), Друскін став її членом. З кінця 1926 секретар ЛАСМ аж до її саморозпуску 1928 року.
1925 року одружився з Надією Олександрівною Карасик (1903–1962), перекладачкою з англійської мови.
1926 року дав перший клавірабенд, потім щорічно давав по два з новими програмами (виконував сучасну музику: Прокоф'єва, Стравінського, Крженека, Шимановського, французьких авторів).
У грудні 1928 року видавництво «Тритон» випустило у світ його книгу «Нова фортепіанна музика з систематичним оглядом сучасної фортепіанної літератури» (робота над книгою йшла з жовтня 1926-го по серпень 1927 року).
1929 року став жертвою «чищення» в інституті, який покинув слідом за своїм учителем, Асаф'євим.

### Поїздка в Німеччину
Влітку 1930 року Михайло Друскін відправився в Берлін до Артура Шнабеля. Приїзд в Берлін припав на час зросту націоналістичних настроїв у Німеччині, внаслідок чого єврей Артур Шнабель пішов з консерваторії. Тим не менше від зустрічей Шнабель не відмовився (спілкування зі Шнабелєм, який волів займатися не стільки піанізмом, скільки формуванням поглядів та особистості учня, протікало переважно у формі бесід на найрізноманітніші теми — переважно політичні).
М. Друскін грав з Германом Шерхеном восени 1930 року в Кенігсберзі, виконував Четвертий концерт Бетховена в Кельні 1931 року (з оркестром Берлінської філармонії). 12 січня 1932 року з диригентом Ю. Прювером зіграв Концерт Стравінського. У Німеччині Друскін пропагував нову російську музику, проводив лекції-концерти, виконуючи твори Щербачова, Шостаковича, Мосолова, Рязанова та ін. Писав для радянської періодики кореспонденції про музично-громадське життя Німеччини тих років: про концерти, вистави та радіопрограми, про композиторів, диригентів, піаністів, про нові твори.
Публікувався в зарубіжних журналах — «Melos», «Anbruch», «Auftakt».

### Знову в Ленінграді
М. Друскін повернувся з Німеччини в лютому 1932 року, а вже в квітні зіграв у Великому залі Ленінградської філармонії Концерт Стравінського (під керуванням Ганса Штейнберга) — вперше в СРСР.
Обраний главою Ленінградського поста Міжнародного музичного бюро з центром у Москві (1933–1935), а потім членом бюро Ленінградської Спілки композиторів. З 1934 року почав договірну роботу в фольклорній секції Інституту антропології, археології та етнографії АН СРСР як керівник бригади по збиранню революційних пісень. Пізніше вийшли в світ дві книги — «Революційні пісні 1905 року з додатком тринадцяти нотних прикладів» (Л., 1936) та «Російська революційна пісня: Дослідницький нарис» (М., 1954).
1935 року Друскін запрошений до Консерваторії, з грудня 1935 року він в. о. доцента.
Працював у Філармонії під керівництвом І. І. Соллертинського, видав книжку «Нариси з історії танцювальной музики» (1936), цикл брошур про фортепіанні концерти Бетховена (1937), Ліста (1938), Чайковського (1938), Моцарта (1939), про Шосту симфонію Бетховена (1936), Першу симфонію Шостаковича (1938) і, нарешті, про «Страсті за Матвієм» Баха (спільно з Я. С. Друскін, 1941). Підготував збірку перекладних робіт Ж. Т'єрсен, Ж. Комбарье, Е. Істеля, Ш. Кехліна, Ж. Продомма «Французька музика другої половини XIX століття» (1938).

### Роки війни
В блокадному Ленінграді до лютого 1942 року Друскін викладав одночасно в Консерваторії та в Театральному інституті. Разом з очолюваною ним кафедрою музичної освіти Інституту був евакуйований в Кострому, навесні перебралися в П'ятигорськ, у серпні він разом з дружиною був змушений бігти, рятуючись від німецьких військ, що підступали до Північного Кавказу. Далі Тбілісі, кружним шляхом через Єреван та Джульфу в Баку; звідти на протилежний берег Каспію, в Красноводськ, залізничним шляхом по Турксибу в Новосибірськ. У 1943–1944 роках працював в Уральській консерваторії завідувач кафедри історії музики. В Ленінград повернулися 1944 року, і восени М. Друскін продовжив роботу в Ленінградській консерваторії.

### Просвітницька робота
Друскін готував просвітницькі лекції з концертними виконаннями на Ленінградському радіо. Перед від'їздом до Німеччини Друскін провів на радіо цикл з дев'яти лекцій-концертів під назвою «Що таке музика». З 1932 по 1936 рік був штатним піаністом-солістом (радіопсевдонім С. Дмитрієв), а пізніше став консультантом музичного радіомовлення (1945–1948). Після смерті Соллертинського завідував науково-методичним відділом Філармонії (1944–1946).

### Повоєнні роки, історія основних праць
Докторська дисертація (без захисту кандидатської) на тему «Історія клавіру та клавірної музики в XVI-XVIII століттях», (вчене звання доктора мистецтвознавства отримано в 1946). З 1947 року Друскін — професор Ленінградської консерваторії та старший науковий співробітник Державного науково-дослідного інституту театру, музики та кінематографії (до 1953).
У розпал «боротьби з космополітизмом» був вигнаний з Консерваторії, однак в Інституті Друскін був залишений працювати: свою «провину» повинен був спокутувати написанням книги «Питання музичної драматургії опери» (1952), основний матеріал якої склала російська опера. 1 вересня 1949 року Друскін відновлений в Консерваторії на посаді професора.
З Ленінградською консерваторією пов'язані 66 років життя М. Друскіна: з 1935 року до останніх днів життя. Їм було розроблено та прочитано безліч лекційних курсів, які він вів у різні періоди: «Історія фортепіанної музики» (1937–1941), «Історія російської музики» (1944–1949), «Історія радянської музики» (1944–1949, також для аспірантів-піаністів), «Історія зарубіжної музики» різних історичних періодів та століть (починаючи з 1960-х рр., головним чином історію ХХ ст.). Вперше в історії вітчизняної вищої музичної освіти розробив та читав спеціальний курс «Музична історіографія» (1971–1991; вступна частина опублікована посмертно).
Переважна більшість праць Соллертинського були зібрані, відредаговані та опубліковані Друскін.
З кінця 1950-х років брати Яків та Михайло Друскіни готували до російського видання велику книгу Альберта Швейцера «Йоганн Себастьян Бах». Книга мала подвійний тираж (1964 та 1965) і стала бібліографічною рідкістю. І. С. Баху присвячені дві книжки про пассиони та меси, монографія про композитора (1982), присвячена пам'яті старшого брата, а також цикл бахознавчих статей.
1970-ті роки — робота над монографією про Стравінського. У квітні 1975 року в Ленінградській консерваторії за наполяганням Обкому КПРС було організовано обговорення книги в дусі «проробок» кінця 1940-х років. 1984 року Друскіну присуджена перша премія імені Б. Асаф'єва «за наукові праці останніх років».
Друскіним прочитані цикли лекцій — по історії зарубіжної музики, пізніше по історіографії — в Китаї (1957), Болгарії (1965, 1966, 1973), Західному Берліні (1970-1980-е), а також неодноразово в містах СРСР — Ташкенті, Єревані, Тбілісі, Києві (в 1970-ті і 1980-і). Виступав він у Болгарії (1965, 1966, 1973), Чехословаччині (1961, 1974), Польщі (1962), Югославії (1965), Угорщині (1966), Румунії (1967), НДР (1967, 1970, 1974–1977, 1981, 1985) та Західному Берліні (1981–1987); був запрошений також до Франції (1959), Австрії (1961), Іспанії (1967).
Написаний Друскіним підручник «Історія зарубіжної музики другої половини XIX століття» витримала дев'ять перевидань (в тому числі переклади на іноземні мови). Друскін брав участь у міністерських Методичних конференціях, був співавтором досі актуальною Програми з історії зарубіжної музики (1978) та ін.
Друскін активно підтримував творчі шукання представників вітчизняного авангарду — Е. Денисова, А. Шнітке, В. Сильвестрова, Г. Канчелі, А. Тертеряна та інших.
Значне місце у його творчості належить музиці С. Прокоф'єва: стаття «Фортепіанна творчість Сергія Прокоф'єва» (Радянське мистецтво. 1938. 2 жовтня); «Балет „Ромео та Джульєтта“» Прокоф'єва (Радянська музика. 1940. № 3); П'ята симфонія Прокоф'єва (Ленінградська правда. 1940. 3 травня); «Опера Прокоф'єва „Війна і мир“» (Друскін М. Вибране: Монографії. Статті. М., 1981. C. 225–227); стаття «Музичний театр Прокоф'єва» (написана до 70-річчя композитора).

## Список праць М.С. Друскіна

### Книги та брошури
- 1928 Новая фортепианная музыка: С систематическим обзором современной фортепианной литературы / Предисл. И. Глебова. Л.: Тритон. 112 с.
- 1934 Ганс Эйслер и рабочее музыкальное движение в Германии. М.: Музгиз. 52 с. (См. также ст. «Из истории немецкой пролетарской песни» в сб.: Друскин М. История и современность: Статьи о музыке. Л.: Советский композитор, 1960. С. 80-92.)
- 1935 «Петрушка» Иг. Стравинского: Путеводитель по концертам. Л.: Лен. филармония. 26 с.
- 1936 Очерки по истории танцевальной музыки. Л.: Лен. филармония. 207 с.
- 1936 Революционные песни 1905 года с приложением тринадцати нотных примеров. Л.: Тритон. 71 с.
- 1936 Шестая симфония Бетховена: Путеводитель по концертам. Л.: Лен. филармония. 31 с.; 2-е изд. 1946. 32 с.; 3-е изд. 1946. 32 с.
- 1937 Фортепианные концерты Бетховена: Путеводитель по концертам Л.: Лен. филармония. 71 с.; 2-е изд., перераб. М.: Музгиз, 1959. 64 с.
- 1937 Фортепианные концерты Листа. Л.: Лен. филармония. 32 с.
- 1937 Первая симфония Дм. Шостаковича: Путеводитель по концертам. Л.: Лен. филармония. 29 с. (См. также в сб.: Друскин М. История и современность: Статьи о музыке. Л.: Советский композитор, 1960. С. 214–224.)
- 1938 Фортепианные концерты Чайковского: Путеводитель по концертам. Л.: Лен. филармония. 36 с.
- 1939 Фортепианные концерты Моцарта. Л.: Лен. филармония. 48 с.; 2-е изд., перераб. М.: Музгиз, 1959. 44 с.
- 1941 «Страсти по Матфею» И. С. Баха: Путеводитель по концертам (совм. с Я. С. Друскиным). Л.: Лен. филармония. 47 с.
- 1946 «Евгений Онегин» П. И. Чайковского: К постановке оперы. Л. 32 с. (Свободное изложение книги см. в одноименной ст. в сб.: Друскин М. История и современность: Статьи о музыке. Л.: Советский композитор, 1960. С. 145–162.)
- 1948 «Пиковая дама» Чайковского. Л., <не обнаружено>.
- 1952 Вопросы музыкальной драматургии оперы: На материале классического наследия. Л.: Музгиз. 344 с. (Доп. ст. «Речитатив в русской классической опере» см. в сб.: Друскин М. Исследования. Воспоминания. Л.; М.: Советский композитор, 1977. С. 96-169.)
- 1954 Русская революционная песня: Исследовательский очерк. М.: Музгиз. 163 с. (Свободное изложение книги см. в ст. «О роли еще одного мотива в опере Глинки „Иван Сусанин“» в сб.: Друскин М. История и современность: Статьи о музыке. Л.: Советский композитор, 1960. С. 140–144.)
- 1956 Леон Александрович Ходжа-Эйнатов: Критико-биографический очерк. Л.: Музгиз. 127 с. 377
- 1957 Чешские народные танцы (совм. с И. Яничковой). М.: Музгиз. 16 с.
- 1958 История зарубежной музыки: Учебник для консерваторий: В 6 вып. М.: Музыка. Вып. 4: Вторая половина XIX века. 331 с.; 2-е изд. 1963. 582 с.; 3-е изд. 1967. 519 с.; 4-е изд. 1976. 528 с.; 5-е изд. 1980. 528 с.; 6-е изд. 1983. 522 с.; 7-е изд., перераб. СПб.: Композитор, 2002. 631 с. На болг. яз.: История на музиката. Четвърта част. София: Музика, 1963. 648 с.; 2-е изд. 1987. 468 с.
- 1958 Рихард Вагнер. М.: Музгиз. 159 с.; 2-е изд. (под загл. «Вагнер»). 1963. 95 с. На румынск. яз.: Richard Wagner. Bucuresti: Editura Muzicala, 1961. 160 p.
- 1959 Иоганнес Брамс. М.: Музгиз. 143 с.; 2-е изд., доп. М.: Музыка, 1970. 111 с.; 3-е изд. (не обнаружено); 4-е изд. Л.: Музыка, 1988. 96 с. На румынск. яз.: Johannes Brahms. Bucuresti: Editura Muzicala, 1961. 140 p.; См. в сб.: Друскин М. Избранное: Монографии; Статьи. М.: Советский композитор, 1981. С. 71-164.
- 1959 Русская революционная песня. Л.: Музгиз. 69 с.
- 1960 Клавирная музыка Испании, Англии, Нидерландов, Франции, Италии, Германии XVI–XVIII веков. Л.: Музгиз. 284 с.; 2-е изд., расшир. СПб.: Композитор, 2007. 750 с. На болг. яз.: В отрывках в кн.: Западно европейската музика. През XVIII, XIX и началото на XX век. София: Наука и изкуство, 1966. С. 92-143.
- История и современность: Статьи о музыке. Л.: Советский композитор. 319 с.
- 1964 Зарубежная музыкальная культура второй половины XIX века: Очерки. М.: Музыка. 100 с.
- 1967 Зарубежная музыка первой половины XIX века. М.: Советский композитор. 109 с.
- 1972 Пассионы И. С. Баха. Л.: Музыка. 88 с.
- 1973 О западноевропейской музыке XX века. М.: Советский композитор. 271 с. (Содержание: На переломе столетий, Музыка в освободительной борьбе, Проблемы оперы, Из истории французской музыки [испр. и доп. ст. в сб.: Друскин М. Очерки. Статьи. Заметки. Л.: Советский композитор, 1987.], Австрийский экспрессионизм [испр. и доп. ст. в сб.: Друскин М. Очерки. Статьи. Заметки. Л.: Советский композитор, 1987.], О Веберне, О музыке Стравинского и его взглядах.) На словац. яз.: O Zapadoeuropskej hudbe 20. Storocia. Bratislava: Opus, 1976. 179 с.
- 1973 Фортепианные концерты Бетховена: Путеводитель. М.: Советский композитор. 88 с. (См. в сб.: Друскин М. Избранное: Монографии; Статьи. М.: Советский композитор, 1981. С. 4-70.)
- 1974 Игорь Стравинский: Личность. Творчество. Взгляды. Л.; М.: Советский композитор. 221 с.; 2-е изд., испр. и доп. Л.: Советский композитор, 1979. 230 с; 3-е изд., 1982. 208 с. На нем. яз.: Igor Strawinsky: Personlichkeit. Schaffen. Aspekte. Leipzig: Verlag Philipp Reclam jun, 1976. 308 s. На чешск. яз.: Igor Stravinskij: Osobnost. Dilo. Nazory. Praha: Editio Supraphon, 1981. 326 s. На англ. яз.: Igor Stravinsky: His life, works and views. Cambridge: Cambridge University Press, 1983. 194 p. На болг. яз.: Игор Стравински: Личност. Творчество. Възгледи. София: МХ. 1983. Брой 16. 216 с. Отдельные главы в журн.: на болг. яз.: Музикалният театър на Игор Стравински // Българска музика. 1973. № 3. С. 77-87; на нем. яз.: Notizen zu Strawinsky // Kunst und Literatur. Berlin, Kultur und Fortschritt. 1973. 21 Jahrgang, August. Heft 8. S. 830–845.
- 1976 Пассионы и мессы И. С. Баха. Л.: Музыка. 168 с. Гл. «Как Бах исполнял пассионы?» На болг. яз.: «Как Бах е изпълнявал своите пасиони?» см. в журн.: МХ. 1985. Брой 10. С. 5-11.
- 1977 Исследования. Воспоминания. Л.; М.: Советский композитор. 269 с.
- 1978 История зарубежной музыки: Программа-конспект для муз. вузов. / Сост. проф. М. С. Друскин, И. В. Нестьев, Т. Э. Цытович и др.; Под общ. ред. С. Н. Богоявленского и проф. Т. Э. Цытович. М., <б/и>. 168 с.
- 1981 Избранное: Монографии. Статьи. М.: Советский композитор. 336 с.
- 1982 Иоганн Себастьян Бах. М.: Музыка. 383 с. На болг. яз.: Йохан Себастиан Бах. София: МХ, 1985. Брой 15-16. 312 с. На литовск. яз.: Bachas. Vilnius: Vyturys, 1986. 390 p.
- 1987 Очерки. Статьи. Заметки. Л.: Советский композитор. 291 с.
- 1991 Избрани статии. МХ. 206 с.
- 1994 Зарубежная музыкальная историография: Учебное пособие. М.: Музыка. 63 с.

### Статті
- 1922 О преемственности // Соблазны и преодоления: Журнал по вопросам общей эстетики и философии музыки / Под ред. Р. И. Грубера и А. Б. Финагина / Изд. Постоянного философско-музыкального семинария при Разряде музыки Российского института истории искусств. Пб. Вып. 1. С. 78-88.
- 1923 Принципы новой музыки (под псевд. Дм. Крейслер) // ЖИ. № 37. С. 12-13.
- 1925 Театральная музыка // Очерки по истории русской музыки 1790–1825. Л.: Музгиз. С. 217–262.
- 1926 Сущность современной музыки // У окна: Литературно-художественный альманах. С. 149–164.
- 1927 Концерты Государственного института истории искусств // Новая музыка: Сб. Ленинградской ассоциации современной музыки / Ред. И. Глебов и С. Гинзбург. Л.: Тритон. Год 1-й. Вып. I. С. 32-36.
- 1927 Деятельность ЛАСМ // Там же. Год 2-й. Вып. V. С. 53-57.
- 1927 О новом фортепианном стиле // Там же. Год 1-й. Вып. III. С. 10-14.
- 1927 Хроника первых исполнений // Там же. Год 2-й. Вып. V. С. 57-58.
- 1927 Фортепиано в творчестве Хиндемита // Там же. Год 2-й. Вып. VI. С. 25-37.
- 1927 Сущность революционной музыки // ЖИ. № 49. С. 7.
- 1929 Das Klavier in Igor Strawinskys Kunst // Der Auftakt: Musikblatter. Vol. 2, Heft 4. Strawinsky Heft. S. 109–111.
- 1931 Die Musik im russischen Rubdfunk // Melos: Zeitschrift fur Musik. Marz. Heft 3. S. 96-98.
- 1932 Das Musikwesen des neuen Russland // Reichsausgabe der Frankfurter Zeitung. 16 Januar. S. 9.
- 1933 Иссыхание истоков музыки: Очерки музыкальной жизни Германии // СИ. 1933. 8 января. С. 3.
- 1933 Музыка капиталистического Запада. Статья первая: В фашистской Германии // Литературный современник. 1933. № 1. С. 132–140.
- 1933 Трубы и литавры // За рубежом / Под ред. М. Горького и Мих. Кольцова. № 6 (8), 25 февраля. С. 18.
- 1933 Das Ballet «Flammen von Paris» im Leningrader Opernhaus // Moskauer Rundschau (Московское обозрение). 5 Febr.
- 1933 Хроника западноевропейской музыкальной жизни // СМ. № 2. С. 131.
- 1933 Композитор ищет слушателя: Очерки музыкальной жизни Германии // СИ. 3 марта. С. 2.
- 1933 Ганс Эйслер и его группа // СМ. № 4. С. 57-63.
- 1933 Dmitrij Schostakowitsch // Moskauer Rundschau. 26 Apr.
- 1933 Электрическая музыка // За рубежом. № 7 (9), 5 марта. С. 12.
- 1933 Die Leningrader Philharmonie // Moskauer Rundschau. 21 Apr. С. 8.
- 1933 Война в эфире // За рубежом. № 14 (16), 15 июня. С. 20
- 1933 Leningrads Schauspieltheater // Moskauer Rundschau. 17 Sept. С. 6.
- 1933 La Danse en URSS // Archives Internationales de la Danse. Paris. 15 oct.
- 1933 «Камаринский мужик»: Премьера в Ленинградском Малом театре // СИ. 2 ноября. С. 2.
- 1933 Больше внимания революционной музыке Запада // Итоги 1-й годовщины постановления ЦК ВКП(б). Л.: Музгиз. С. 56-58.
- 1933 Игорь Стравинский: Автор музыки балета «Петрушка» // «Петрушка». Л. С. 17-27.
- 1934 Революционная песня народовольцев // СМ. № 3. С. 48-62.
- 1934 Музыкальный Тифлис: Композиторы и исполнители Грузии // СИ. 11 апреля. С. 1.
- 1934 Бюргерское и рабочее музыкальное движение в Германии // МС. № 5. С. 12-15.
- 1934 К вопросу о стилях исполнения // СМ. № 7. С. 63-66.
- 1934 Итоги зимнего сезона Ленфила // Там же. № 8. С. 67-70.
- 1934 Открытое письмо // Там же. № 10. С. 94.
- 1934 Международная революционная песня в музыкальной самодеятельности // МС. № 11. С. 15-17.
- 1934 Открытие концертного сезона в Ленинграде // СИ. 23 сентября. С. 1.
- 1934 О подпольной революционной песне // МС. № 12 С. 9-13.
- 1934 К вопросу об изучении «цыганщины»: По поводу работы Б. Штейнпресса «К истории цыганского пения в России» // СМ. № 12. С. 96-105.
- 1935 Траурные песни русской революции // МС. № 1. С. 15-19.
- 1935 Les Compositeurs de Ballet en URSS // Archives Internationales de la Danse. Paris. 15 janv.
- 1935 Революционная студенческая песня // МС. № 4. С. 12-19.
- 1935 Первомайские песни русского революционного прошлого // Там же. № 5. С. 28-33.
- 1935 Желобинский и его опера «Именины» // СМ. № 5. С. 46-58.
- 1935 Артур Шнабель // СИ. 29 мая. С. 3.
- 1935 У истоков джаза // Там же. 17 августа. С. 3.
- 1935 Оперы В. Желобинского // МС. № 10. С. 16-18.
- 1935 Оперы Желобинского: К премьере «Именин» в Ленинграде // СИ. 23 марта. С. 4.
- 1935 «Тихий Дон»: Опера Дзержинского в Ленинградском Малом оперном театре // Там же. 11 ноября. С. 3.
- 1935 Балеты советских композиторов // МС. № 11. С. 10-14.
- 1935 О фортепианном творчестве Д. Шостаковича // СМ. № 11. С. 52-59.
- 1935 Хроника музыкальной жизни Германии: Обзор // Там же. № 11. С. 112–113.
- 1935 Революционная песня 1905 г. // Там же. № 12. С. 11-22.
- 1935 Балетная музыка Дм. Шостаковича // «Светлый ручей». Л.: Гос. акад. малый оперный театр. С. 27-34. Переизд. в журн.: Балет. 1992. № 2. С. 39-42.
- 1935 Игорь Стравинский // Слонимский Ю., Друскин М. «Петрушка»: Музыка Игоря Стравинского. Л.: Лен. Гос. акад. театр оперы и балета. С. 18-27.
- 1936 Лео Делиб // «Фадетта»: Балет в 3-х д., музыка Л. Делиба: Сб. статей к постановке балета. Л.: Гос. акад. малый оперный театр. С. 7-12.
- 1936 Против формализма и фальши: Творческая дискуссия в Ленинградском Союзе советских композиторов // СМ. № 5. С. 47-50.
- 1937 Песни героической Испании // Рабочий и театр. № 12. С. 56-57.
- 1937 Песни революционной борьбы: Лекция-концерт С. Богуславского // Музыка. № 24. С. 3.
- 1937 Песни революции // Там же. № 26. С. 3.
- 1938 Песни гражданской войны // Звезда. № 2. С. 132–143.
- 1938 Неудача «Кармен» в Ленинградском театре оперы и балета им. С. М. Кирова // Театр. № 7. С. 48-53. См. также в сб.: Друскин М. Очерки. Статьи. Заметки. Л.: Советский композитор, 1987. С. 262–271.
- 1938 «Ер-Таргын» <опера Брусиловского> // СИ. 4 августа. С. 3.
- 1938 «Кола Брюньон»: Опера Д. Кабалевского в Ленинградском малом оперном театре. // Театр. № 6. С. 104–112. См. также в сб.: Друскин М. История и современность: Статьи о музыке. Л.: Советский композитор. 1960. С. 237–247.
- 1938 «Мятеж»: Опера Л. Ходжа-Эйнатова в Ленинградском малом оперном театре // Театр. № 9. С. 121–126.
- 1938 Пьер Дегейтер: к 90-летию со дня рождения // ЛП. № 232, 8 октября. С. 4.
- 1938 Фортепианное творчество Сергея Прокофьева // СИ. 12 октября. С. 3.
- 1938 Антифашистская песня на Западе // Резец: Литературно-художественный журнал. № 15. С. 20-22.
- 1938 Радостный спектакль: «Сердце гор» в Ленинградском театре им. Кирова // Театр. № 12. С. 80-84. См. также в сб.: Друскин М. История и современность: Статьи о музыке. Л.: Советский композитор, 1960. С. 232–236; Друскин М. Очерки. Статьи. Заметки. Л.: Советский композитор, 1987. С. 271–275.
- 1938 Фортепианное творчество В. Желобинского // СИ. 10 декабря. С. 4.
- 1938 Вступительная статья: Основные художественные течения; Музыкальные учреждения // Французская музыка второй половины XIX века: Сб. переводных работ Ж. Тьерсо, Ж. Комбарье, Э. Истеля, Ш. Кёхлина, Ж. Продомма / Подбор материала, вступ. ст. и ред. М. С. Друскина. М.: Искусство. C. 5-32.
- 1939 «Интернационал» // Эжен Потье. Интернационал. М.: Художественная литература, 1939. С. 35-48. См. также в сб.: Друскин М. История и современность: Статьи о музыке. Л.: Советский композитор, 1960. С. 184–193.
- 1939 Студенческая песня в России <18>40-60-х годов: Глава из истории русской революционной песни // Очерки по истории и теории музыки: Сб. исследований и материалов. Л.: ГНИИ театра и музыки. Т. 1. С. 49-83. См. также в сб.: Друскин М. История и современность: Статьи о музыке. Л.: Советский композитор, 1960. С. 163–183.
- 1939 О музыкальных сборниках: «Революционный международный песенник». Вып. 1, Барселона, 1937 и «Боевые песни интернациональных бригад», сост. Э. Бушем. Мадрид, 1937 // Советский фольклор. 1939. № 6. С. 215–216.
- 1940 Салтыков-Щедрин на музыкальной сцене <опера «Помпадуры» Пащенко> // Театр. 1940. № 1. C. 49-54; См. также в сб.: Шлепянов И. Статьи, заметки, высказывания. Современники о Шлепянове. М.: Искусство, 1969. С. 197–198; Друскин М. История и современность: Статьи о музыке. Л.: Советский композитор, 1960. С. 261–267. С сокр. в сб.: Друскин М. Очерки. Статьи. Заметки. Л.: Советский композитор, 1987. С. 275–281.
- 1940 Забытый жанр: О Ленинградском театре музыкальной комедии // Искусство и жизнь. № 2. С. 40-42.
- 1940 Балет «Ромео и Джульетта» С. Прокофьева // СМ. № 3. С. 10-19.
- 1940 Фортепианное творчество Чайковского // Искусство и жизнь. № 5. С. 24-25.
- 1940 Малый оперный: Сегодня в Москве начинается показ искусства города Ленина // Известия. № 106, 10 мая. С. 3.
- 1940 Об исполнении Баха // Искусство и жизнь. № 7. С. 30-31.
- 1940 Т. Хренников и его опера «В бурю» // Ленинградский ордена Ленина государственный академический театр оперы и балета им. С. М. Кирова. Л.: Издание Ленингр. ордена Ленина Гос. Акад. театра оперы и балета им. Кирова. С. 197–228. См. также в сб.: Друскин М. История и современность: Статьи о музыке. Л.: Советский композитор, 1960. С. 248–260.
- 1941 Советская фортепианная музыка // СМ. № 1. С. 42-53. См. также в сб.: Друскин М. История и современность: Статьи о музыке. Л.: Советский композитор, 1960. С. 268–282.
- 1941 Обзор нотных публикаций старых революционных песен // Советский фольклор: Сб. статей и материалов. М.; Л.: Изд-во Академии наук СССР. № 7. С. 230–232.
- 1943 «Борис Годунов»: К гастрольным выступлениям нар. арт. СССР А. С. Пирогова // Уральский рабочий. 15 декабря. С. 2.
- 1944 «Гаянэ»: Балет А. Хачатуряна в Театре им. Луначарского // Там же. 21 марта. С. 2.
- 1944 А. Э. Маргулян: К 65-летию со дня рождения и 50-летию музыкально-театральной деятельности // Там же. 22 апреля. С. 2.
- 1944 Танеев и Шостакович // Там же. 18 мая. С. 2
- 1944 «Пиковая дама»: Постановка Свердловского Театра оперы и балета им. Луначарского // Там же. 28 мая. С. 2.
- 1944 Дом музыки // Там же. 11 августа. С. 2.
- 1944 Балет «Каменный цветок» (А. Г. Фридлендера): Постановка театра им. Луначарского // Там же. 24 августа. С. 2.
- 1945 Пятая симфония Прокофьева: На концерте в Ленинградской Филармонии: Дневник искусств // Ленинградская правда. № 150, 30 июня. С. 3.
- 1945 Год работы: Симфонический сезон Ленинградской филармонии // Известия. № 178, 31 июля. С. 3.
- 1945 «Иоанн Дамаскин» Танеева // Ленинградская правда. № 133, 10 июня. С. 3.
- 1945 Бетховен: К 175-летию со дня рождения // Ленинградская правда. № 292, 16 декабря. С. 3.
- 1946 Восьмая симфония Шостаковича. На концерте в Филармонии // Вечерний Ленинград. № 85, 10 апреля. С. 3; См. также в сб.: Д. Шостакович: Статьи и материалы. М.: Советский композитор, 1976. С. 208–210; Друскин М. История и современность: Статьи о музыке. Л.: Советский композитор, 1960. С. 225–227.
- 1946 Дом госпожи Энгельгардт: Из музыкального прошлого (под псевдонимом С. Дмитриев) // Там же. № 88, 13 апреля. С. 3.
- 1946 Мастер советской музыки // Там же. № 125, 30 мая. С. 3.
- 1946 Опера «Дуэнья» // За советское искусство. № 13, 13 июля. С. 2. См. также в сб.: Друскин М. История и современность: Статьи о музыке. Л.: Советский композитор, 1960. С. 228–231.
- 1946 Краткие биографические сведения // Соллертинский И. И. Избранные статьи о музыке. М.; Л.: Искусство. С. 117–128. См. также в сб.: Ленинградская консерватория в воспоминаниях. 1862–1962 / Гл. ред. Г. Г. Тигранов. Л.: Музгиз, 1962. С. 179–188.
- 1946 «Спящая красавица» // П. И. Чайковский. Спящая красавица / Отв. ред. Ю. И. Слонимский Л.: Изд. Дирекции театральных касс Управления по делам искусств Исполкома Ленгорсовета. С. 3-10.
- 1946 «Лебединое озеро» П. И. Чайковского // П. И. Чайковский. «Лебединое озеро»: Балет в 4-х действиях / Отв. ред. Ю. И. Слонимский: Изд. Дирекции театральных касс Управления по делам искусств Исполкома Ленгорсовета. С. 3-14.
- 1947 Балеты Б. В. Асафьева // Временник теоретико-композиторского факультета. Л.: ЛОЛГК. № 1. С. 127–141.
- 1947 Вопросы советской музыкальной культуры // МК. № 15-16. С. 6.
- 1947 А. П. Бородин и его опера «Князь Игорь» // «Князь Игорь»: Опера в 4-х действиях А. П. Бородина: К спектаклю в Ленинградском государственном ордена Ленина академическом театре оперы и балета им. С. М. Кирова. Л.: Издание Дирекции театральных касс Управления по делам искусств Исполкома Ленгорсовета. С. 3-12.
- 1947 «Похищение из Сераля» в концертном исполнении // Ленинградская правда. № 25, 31 января. С. 3.
- 1950 Иоганн Себастьян Бах // СМ. № 7. С. 64-69. См. также в сб.: Друскин М. История и современность: Статьи о музыке. Л.: Советский композитор. 1960. С. 9-12.
- От слов к делу: Отзыв на статью Лебединского // СМ. № 12. С. 103.
- 1951 Большая творческая жизнь: К 80-летию А. В. Оссовского (совм. с Ю. В. Келдышем, Л. Н. Раабеном) // МК. № 5. С. 3.
- 1952 Вопросы драматургии советской оперы // Вестник ЛоЛК. № 1. С. 157–192.
- 1953 Русские революционные песни // СМ. № 10. С. 82-83.
- 1953 Русская революционная песня // Там же. № 2. С. 63-69.
- 1954 Драматургия Глинки // Там же. № 6. С. 50-56. Перераб. ст. под названием «Оперы Глинки» см. в сб.: Друскин М. История и современность: Статьи о музыке. Л.: Советский композитор, 1960. С. 132–139.
- 1954 Оперные идеалы Верди // СМ. 1954. № 9. С. 59-66. См. также в сб.: Друскин М. История и современность: Статьи о музыке. Л.: Советский композитор, 1960. С. 70-79.
- 1954 Брамс // СМ. № 12. С. 73-83.
- 1954 Бессмертное произведение Баха: На первом концерте Томанер-хора // СК. № 72, 17 июня. С. 4.
- 1955 О симфоническом стиле Ходжа-Эйнатова // СМ. № 3. С. 23-29.
- 1955 Черты реализма в творчестве Вагнера // Там же. № 5. С. 61-70.
- 1956 Симфония и Симфонические танцы Л. Ходжа-Эйнатова // Советская музыка: Сб. статей и материалов. М.: Советский композитор. Вып. 1. С. 126–132. См. также в сб.: Друскин М. История и современность: Статьи о музыке. Л.: Советский композитор, 1960. С. 283–290.
- 1956 Вокальные циклы Свиридова // Советская музыка: Сб. статей и материалов. М.: Советский композитор. Вып. 1. С. 151–161. См. также в сб.: Друскин М. История и современность: Статьи о музыке. Л.: Советский композитор, 1960. С. 291–301.
- 1956 Творческий метод Шумана // СМ. № 7. С. 66-74. См. также в сб.: Друскин М. История и современность: Статьи о музыке. Л.: Советский композитор, 1960. С. 36-48.
- 1956 Театральная музыка // Очерки по истории русской музыки 1790–1825 / Ред. М. Друскина и Ю. Келдыша. Л.: Музгиз. С. 217–262. Сокр. ст. под назв. «Русский музыкальный театр начала XIX века» см. в сб.: Друскин М. История и современность: Статьи о музыке. Л.: Советский композитор, 1960. С. 105–131.
- 1957 Петербург — Петроград — Ленинград // СМ. № 7. С. 17-25. См. также под названием «Музыкальная культура Петербурга — Ленинграда» в кн.: Горданов В., Друскин М., Кочетов А. Музыка, театр, кино Петербурга — Ленинграда. Л. С. 25-38; Друскин М. История и современность: Статьи о музыке. Л.: Советский композитор, 1960. С. 197–213.
- 1957 Подлинный Вагнер: «Моряк-скиталец» в Малом оперном театре // СМ. 1957. № 8. С. 96-101. С сокр. в сб.: Друскин М. Очерки. Статьи. Заметки. Л.: Советский композитор, 1987. С. 281–286.
- 1957 В Китае // СМ. № 10. С. 125–129. Очерк 2-й: С. 135–140. См. также в сб.: Друскин М. История и современность: Статьи о музыке. Л.: Советский композитор, 1960. С. 93-101.
- 1958 Годы изгнания <Вагнер> // СМ. № 2. С. 47-53. См. также в сб.: Друскин М. История и современность: Статьи о музыке. Л.: Советский композитор, 1960. С. 61-69.
- 1958 На румынск. яз.: Anii Exilului // Probleme de Musica. 1963. № 4. P. 41-51.
- 1958 Вокальная лирика Брамса // СМ. 1958. № 5. С. 56-64. См. также в сб.: Друскин М. История и современность: Статьи о музыке. Л.: Советский композитор, 1960. С. 49-60.
- 1959 Торжество музыки: «Фиделио» в Малом оперном театре // СМ. № 3. С. 105–109. См. также в сб.: Друскин М. Очерки. Статьи. Заметки. Л.: Советский композитор, 1987. С. 286–291.
- 1959 Опера: Исторический очерк // Абрамовский Г., Арановский М., Белецкий И. и др. 50 опер: История создания. Сюжет. Музыка. Л.: Советский композитор. С. 5-14. Под таким же названием см. во всех изд. кн. 50 опер и 100 опер.
- 1960 Альберт Швейцер и вопросы баховедения // СМ. № 3. С. 61-70. См. также в сб.: Друскин М. История и современность: Статьи о музыке. Л.: Советский композитор. С. 23-35.
- 1961 В Чехословакии // Музыкальные кадры. № 6, 11 апреля. С. 2-3.
- 1961 Международный форум рабочей песни // МЖ. № 8. С. 12.
- 1961 Кафедры в новом году // Музыкальные кадры. № 19, 29 декабря. С. 2.
- 1963 О нашей профессии // СМ. № 4. С. 27-31.
- 1963 Соллертинский — критик // Соллертинский И. И. Критические статьи. Т. 2. Л.: Музгиз. С. 3-11.
- 1963 Пути развития современной зарубежной музыки // Вопросы современной музыки. Л.: Музгиз. С. 156–178. На болг. яз.: Пътища за развитие в съвременната западна музика // Западно европейската музика: През XVIII, XIX м началото на XX век / Состъ., превод, предговор и комент. Иван Хлебаров. София: Наука и изкуство, 1966. С. 339–364.
- 1964 Вариации на неизменную тему // СМ. № 1. С. 35-39.
- 1964 Две встречи: К 80-летию Б. Асафьева // Музыкальные кадры. № 19, 25 декабря. С. 3.
- 1964 Из истории французской музыки XX века // Рене Дюмениль: Современные французские композиторы группы «Шести» / Пер. с фр. И. Зубкова; Ред. и вступ. ст. М. Друскина. Л.: Музыка. С. 5-35. На болг. яз.: Уводна статия към сборника «Френската музика през втората половина на XIX век» // Западно европейската музика: През XVIII, XIX м началото на XX век / Состъ., превод, предговор и комент. Иван Хлебаров. София: Наука и изкуство, 1966. С 273–299.
- 1965 Выступление в прениях: С трибуны пленума по музыкальному театру // СМ. № 4. С. 42-45. Испр. и доп. ст. под названием «Музыкальный театр Прокофьева» см. в сб.: Друскин М. Избранное: Монографии; Статьи. М.: Советский композитор, 1981. С. 212–227.
- 1966 Рабочие песни // МЖ. № 1. С. 10.
- 1966 Песни революционной Венгрии // Музыкальные кадры. № 4, 22 февраля. С. 2.
- 1966 Интернациональные традиции в русской революционной песне // Русская музыка на рубеже XX века: Статьи, сообщения, публикации. М.; Л.: Музыка. С. 47-64. См. также в сб.: Друскин М. Исследования. Воспоминания. Л.; М.: Советский композитор, 1977. С. 76-95. На нем. яз.: Internationale Traditionen im russischen revolutionaren Lied // Beitrager zur Musikwissenschaft. № 3/4. S. 221–234.
- 1966 Ярослав Йиранек: Очерки по теории и практике интонационного анализа // МЖ. № 6. С. 24.
- 1966 Брамс // МЖ. № 7. С. 15-17.
- 1966 Выдающийся исполнитель, педагог, ученый: К 70-летию со дня рождения И. А. Браудо // Музыкальные кадры. 1966. № 13, 5 сентября. С. 2.
- 1966 На болг. яз.: Асафиев — учен и критик // Българска музика. № 8. С. 79-83.
- 1967 <Без названия> // СМ. № 6. С. 112–113.
- 1967 Лауреат фестиваля: «Оптимистическая трагедия» на балетной сцене // СК. 22 июля. С. 4.
- 1967 Музыкальная наука и публицистика // Музыкальная культура Ленинграда за 50 лет / Отв. ред. В. М. Богданов-Березовский. Л.: Музыка. С. 407–427.
- 1967 Игорь Стравинский // МЖ. № 18. С. 15-17.
- 1967 Из диалогов Игоря Стравинского — Роберта Крафта: Предварительные замечания // Музыка и современность. М.: Музыка. Вып. 5. С. 262–318. На болг. яз.: Стравински за себе си и за своето време // Българска музика. № 2. С. 77-82.
- 1967 Предисловие // Асафьев Б. (Игорь Глебов). Критические статьи, очерки и рецензии: Из наследия конца десятых — начала тридцатых годов / Сост. и авт. комм. И. В. Белецкий; Ред. и авт. предисл. М. С. Друскин. М.; Л.: Музыка. С. 5-18.
- 1968 Четвертый международный в Бухаресте // МЖ. № 1. С. 9-10.
- 1967 <Без названия> // СМ. № 3. С. 7-9.
- 1967 «Эдип» Джордже Энеску и проблемы оперы XX века // Studii de muzicologie. Bucuresti. Vol. 4. S. 169–180. См. также в сб.: Друскин М. Избранное: Монографии; Статьи. М.: Советский композитор, 1981. С. 196–211.
- 1969 Зарубежная музыка послеоктябрьского периода в борьбе за мир и демократию // Музыка в социалистическом обществе. Л.: Музыка. С. 105–128.
- 1970 Альберт Швейцер — музыкант // Альберт Швейцер — великий гуманист XX века: Воспоминания и статьи. М.: Наука. С. 213–226. См. также в сб.: Друскин М. Очерки. Статьи. Заметки. Л.: Советский композитор, 1987. С. 243–257.
- 1970 Берлин начала 30-х годов: К изучению зарубежной музыки // СМ. № 2. С. 105–116; № 7. С. 106–108. См. также в сб.: Друскин М. О западноевропейской музыке XX века. М.: Советский композитор, 1973. С. 176–200.
- 1970 Igor Stravinskij // Opus. Brno. № 9.
- 1970 В преддверии Бетховенского юбилея в ГДР: Беседа с проф. М. С. Друскиным // Музыкальные кадры. № 13, 11 декабря. С. 2-3.
- 1970 Вопросы тематики и сценической формы в современной западноевропейской опере: К изучению зарубежной музыкальной культуры // СМ. № 12. С. 128–139.
- 1970 Leos Janaceks und Sergej Prokofjews Opernschaffen // Colloquium Leos Janacek et Musica europaea. Brno, 1970. S. 219–220.
- 1971 О Стравинском и его «Диалогах» // Игорь Стравинский: Диалоги. Воспоминания. Размышления. Комментарии / Пер. с англ. В. А. Линник; Ред. пер. Г. А. Орлов; Послесл. и общ. ред. М. С. Друскина. Л.: Музыка. С. 303–328.
- 1972 Дело важное, почетное, ответственное // СМ. № 5. С. 1-11.
- 1972 Игорь Стравинский и Россия: К 90-летию со дня рождения композитора // МЖ. № 12. С. 15-16.
- 1972 Передмова // Друскин Я. С. Про риторичні прийоми в музиці Й. С. Баха. Київ: Музична Україна. С. 3-4. На болг. яз., расш. и доп.: За съдържанието на книгата и за нейния автор // Друскин Я. За реторичните похвати в музиката на Й. С. Бах. София: МХ, 1987. Брой 11. С. 3-10. На рус. яз.: О содержании книги и ее авторе // Друскин Я. С. О риторических приемах в музыке И. С. Баха / Ред. С. Ю. Вакуленко. СПб.: Северный олень, 1995. С. 3-11.
- 1973 Ганс Эйслер о своем времени и о себе: К 75-летию со дня рождения // МЖ. № 12. С. 15-17. Расшир. и доп. ст. см. в сб.: Друскин М. Исследования. Воспоминания. Л.; М.: Советский композитор, 1977. С. 52-76.
- 1973 На переломе столетий // Друскин М. О западноевропейской музыке XX века. М.: Советский композитор. С. 7-30.
- 1973 Музыка в освободительной борьбе // Там же. С. 31-54.
- 1973 Проблемы оперы // Там же. С. 54-91.
- 1973 Из истории французской музыки // Там же. С. 92-127. Испр. и доп. ст. в сб.: Друскин М. Очерки. Статьи. Заметки. Л.: Советский композитор, 1987. С. 59-85.
- 1973 Австрийский экспрессионизм // Там же. С. 128–175. Испр. и доп. ст. в сб.: Друскин М. Очерки. Статьи. Заметки. Л.: Советский композитор, 1987. С. 86-118.
- 1973 О Веберне // Там же. С. 201–222. См. также под названием «Краткая биографическая справка» в кн.: А. Веберн. Лекции о музыке. Письма / Сост. и ред. М. С. Друскина и А. Г. Шнитке; Пер. с нем. В. Г. Шнитке. М.: Музыка. С. 129–138. На нем. яз.: Beitrage zur Musikwissenschaft. Berlin, 1974. Heft 1. S. 31-44;
- 1973 О музыке Стравинского и его взглядах // Там же. С. 223–259.
- 1973 И. И. Соллертинский о балете // Соллертинский И. Статьи о балете / Сост. и авт. комм. И. В. Белецкий; Ред. и авт. предисл. М. С. Друскин. Л.: Музыка. С. 7-13.
- 1974 <Без названия> // СМ. № 2. С. 33-35.
- 1974 Из хроники музыкальной жизни Ленинграда 20-х годов // СМ. № 9. С. 113–122.
- 1974 Три встречи // Воспоминания о Б. В. Асафьеве. Л.: Музыка. С. 68-73. Расш. и доп. ст. см. под названием «Учитель» в сб.: Друскин М. Исследования. Воспоминания. Л.; М.: Советский композитор, 1977. С. 170–224.
- 1975 Igor Stravinskij // Opus. Brno. № 9. P. 257–262. На рус. яз., испр. и доп., см. в сб.: Друскин М. Избранное: Монографии; Статьи. М.: Советский композитор, 1981. С. 228–257. Под названием «Русский гений» испр. и доп. вар. ст. см. в сб.: И. Ф. Стравинский: Статьи. Воспоминания / Ред.-сост. Г. С. Алфеевская, И. Я. Вершинина. М.: Советский композитор, 1985. С. 8-21.
- 1975 Entwicklungswege der westeuropaischen Oper im 20. Jahrhundert // Kunst und Literatur. № 7. S. 766–779; № 8. S. 882–890.
- 1975 Aus dem Leningrader Musikleben der zwanziger Jahre // Kunst und Literatur. № 12. S. 1325–1338.
- 1976 Вопросы музыкальной историографии: На зарубежном материале // Современные вопросы музыкознания / Отв. ред. Е. Орлова. М.: Музыка. С. 87-114. Испр. ст. см. в сб.: Друскин М. Избранное: Монографии; Статьи. М.: Советский композитор, 1981. С. 258–290.
- 1977 Щедрость души: Воспоминания о О. К. Калантаровой // МК. № 3. С. 4. См. также в сб.: Ленинградская консерватория в воспоминаниях / Общ. ред. Г. Г. Тигранова. 2-е изд. Л.: Музыка. Кн. 1. С. 111–114.
- 1977 О периодизации истории зарубежной музыки XX века // Друскин М. Исследования. Воспоминания. Л.; М.: Советский композитор. С. 10-51. На болг. яз. в сб.: Относно периодизацията в историята на западноевропейската музика на XX в. История на музиката на ХХ век: Материали и изследования върху западноевропейската музика / Сост. Киприана Беливанова. София, 1986. С. 15-57. На нем. яз.: Zur Periodisierung der Geschichte der westeuropaischen Musik des 20. Jahrhunderts // Colloquium «Czech Music» Brno 1974. Brno: Mezinarodni Hudebni Festival, 1985. S. 303–307
- 1977 Друг: Об И. И. Соллертинском // Друскин М. Исследования. Воспоминания. Л.; М.: Советский композитор. С. 224–246.
- 1977 Призвание и профессия // Там же. С. 246–266.
- 1977 Wege der Westeuropaischen Oper im Zwanzigsten Jahrhundert // Probleme und Konzeptionen: Actuelle Arbeiten sowjetischer Musikwissenschaftler / Ubersetzung aus dem Russischen von Dr. Christof Ruger. S. 182–204.
- 1978 Соллертинский-публицист // Памяти И. И. Соллертинского: Воспоминания, материалы, исследования / Сост. и комм. Л. Михеевой. Л.; М.: Советский композитор. С. 44-54.
- 1978 Из истории зарубежного баховедения: У истоков; В поисках исторической достоверности // СМ. № 3. С. 87-98; № 4. С. 108–115. Сокр. вариант ст. в сб.: Друскин М. Избранное: Монографии; Статьи. М.: Советский композитор, 1981. С. 291–296, 310–317. Испр. и доп. ст. в сб.: Друскин М. Очерки. Статьи. Заметки. Л.: Советский композитор, 1987. С. 120–124, 136–142.
- 1979 Великое творение Баха // МЖ. 1979. № 15. С. 15-17.
- 1979 В. Д. Конен // Там же. № 22. С. 22.
- 1979 Vorbemerkung zur deutschen Ausgabe // Iwan I. Sollertinski. Von Mozart bis Schostakowitsch: Essays, Kritiken, Aufzeichnungen. Lepzig: Verlag Philipp Reclam jun. S. 5-7.
- 1980 Личность Баха // МЖ. № 3. С. 15-17.
- 1980 Театр — это трибуна идей: А. Петров — М. Друскин // СМ. № 9. С. 24-27.
- 1980 Strawinsky: Aspekte des «Russischen Stils» // OPUS: Strawinsky Magazine. S. 44-51.
- 1981 К премьере оперы «Война и мир» Прокофьева // Друскин М. Избранное: Монографии; Статьи. М.: Советский композитор. С. 225–227.
- 1981 Введение; Вместо заключения: Диалог // Андрей Петров: Сб. статей / Общ. Ред. М. С. Друскина. Л.: Музыка. С. 3-9; 150–157. См. также ст.: «Диалог: Михаил Друскин — Андрей Петров» в сб.: "Андрей Петров: Время. Музыка. Музыканты. Размышления и беседы. Л: Советский композитор, 1987. С. 94-98.
- 1982 Werk und Personlichkeit Igor Strawinskys: Zum 100. Geburtstag des Komponisten am 17. Juni 1982 // Musik und Gesellschaft. Berlin, 1982. Iuni. S. 321–330.
- 1982 Ziele und Formen der Musikerziehung // Beitrage zur Musikkultur in der Sowjetunion und in der Bundesrepublik Deutschland / Herausgegeben von Carl Dahlhaus und Ordschonikidse. Hamburg; Wilhelmshaven: Musikverlag Hans Sikorski; Heinrichshofen's Verlag. S. 33-39.
- 1983 Bemerkungen zu Skrjabin // Sieg uber die Sonne: Aspekte russischer Kunst zu begin des 20. Jahrhun derts. Berlin: Ausstellung der Akademie der Kunste; der Berliner Festwochen, 1983. S. 275–285. См. также в сб.: Alexander Skrjabin: Briefe / Mit zeitgenossischen Dokumenten und einem Essay von Michail Druskin. Aus dem Russischen von Christoph Hellmundt bzw. Gertraude Kruger. Leipzig: Reclam, 1988. S. 5-14; Расш. ст. под наз. «Заметки о Скрябине» см. в сб.: Друскин М. Очерки. Статьи. Заметки. Л.: Советский композитор. С. 34-45.
- 1984 Значение русско-грузинских взаимосвязей для развития грузинской профессиональной музыки // Русско-грузинские музыкальные связи: Пути интернационализации музыкальной культуры. Тбилиси.
- 1984 Стравинский // Музыка XX века: Очерки. 1917–1945. М.: Музыка. Кн. 4, ч. 2. С. 203–229.
- 1984 Geschichte im blickfeld des heutigen kunstlers // Maria Stuart: Opernballade in drei Akten. Musik von Sergej Slonimski. Libretto von Jakow Gordin. Leipzig. <Страницы в буклете не указаны>. На рус. яз.: Шостакович в 20-е годы // Друскин М. Очерки. Статьи. Заметки. Л.: Советский композитор. С. 45-59. На нем. яз.: Schostakowitsch in den zwanziger Jahren // Dmitri Schostakowitsch und siene zeit: Mensch und Werk. Duisburg. S. 41-50. На болг. яз.: Шостакович през 20-те години // МХ. 1986. Брой 10. С. 2-8.
- 1985 Нерешенные вопросы баховедения: К 300-летию со дня рождения Иоганна Себастьяна Баха // СМ. № 3. С. 65-74. См. также в сб.: Друскин М. Очерки. Статьи. Заметки. Л.: Советский композитор, 1987. С. 150–152.
- 1985 Zum asthetischen Ideal Johann Sebastian Bachs // Kunst und Literatur. Vol. 33, № 6. S. 851–856.
- 1985 Igor Strawinsky // Komponisten, auf Werk und Leben befragt: Ein Kolloquium / Herausgegeben von Harry Goldschmidt, Georg Knepler und Konrad Niemann. Leipzig: VEB Deutscher Verlag fur Musik, 1985. S. 61-75.
- 1985 Diskussion // Ibid. S. 75-82.
- 1985 Uber einige unklare Episoden in Johann Sebastian Bachs Biographie // Wegzeichen. Studien zur Musikwissenschaft. Berlin: Verlag Neue Musik. S. 25-33.
- 1986 Симпозиум в ГДР: Интервью с М. С. Друскиным // МК. № 7. С. 3.
- 1986 Немецкая традиция в симфониях Шостаковича // Кёльнские музыковедческие исследования: Сообщение о международном симпозиуме, посвященном Дмитрию Шостаковичу / Ред.-сост. М. Гервинк. Регенсбург: Изд. Густав Боссе. Вып. 150. С. 280–291 (рус.), 292–304 (нем.).
- 1987 Интервью с з. д. и. РСФСР, д. и., проф. каф. критики М. С. Друскиным к 125-летию ЛОЛГК. Записала И. Мастусова // Молодой критик: Альманах. Вып. 6. С. 15-17.
- 1987 Отрывки воспоминаний: О. К. Калантарова, Н. С. Рабинович, И. И. Соллертинский // Ленинградская консерватория в воспоминаниях / Общ. ред. Г. Г. Тигранова. 2-е изд. Л.: Музыка. Кн. 1. С. 111–119.
- 1987 Три очерка о Стравинском: Превратности судьбы. Встречи с Мейерхольдом. Русские истоки // Друскин М. Очерки. Статьи. Заметки. Л.: Советский композитор. С. 6-34.
- 1987 Периодизация. Биография. Анализ <Нерешенные вопросы баховедения> // Там же. С. 153–171.
- 1987 Возможности и границы гипотезы; Почему Бах не написал оперы?; «Романтический» Бах // Там же. С. 171–196.
- 1987 Традиция и традиции // Там же. С. 198–210.
- 1987 Нотный текст // Там же. С. 210–220.
- 1987 Парадокс симфонии // Там же. С. 220–232.
- 1987 О биографическом методе // Там же. С. 232–242.
- 1987 Достоевский глазами музыканта // Там же. С. 242–260.
- 1987 О научной корректности // СМ. № 1. С. 59.
- 1987 Становление музыкально(исторической науки в Ленинграде 20-30(х годов // Традиции музыкальной науки / Ред.(сост. Л. Ковнацкая. Л.: Советский композитор. С. 7-25.
- 1987 Zur biographischen Methode // Beitrage zur Musikwissenschaft. Vol. 29, № 4. S. 309–317.
- 1988 Zu Fragen der Bachbiographie(Periodisierung // Bach-Handel-Schutz-Ehrung der Deutschen Demokratischen Republik 1985: Bericht uber die internationale wissenschaftliche Konferenz zum V. Internationalen Bachfest der DDR in Verbindung mit dem 60. Leipzig: VEB Deutscher Verlag fur Musik S. 53-57.
- 1989 Парадокс и его последствия // Искусство Ленинграда. № 6. С. 103–107. См. также в журн.: МА. 2005. № 3. С. 61-65.
- 1989 М. С. Друскин — А. В. Мосолову (письмо 17.02.1927) // СМ. № 7. С. 85.
- 1989 Предисловие к кн.: Орлов Г. Древо Музыки. Washington (DC): H. Frager & Co; Л.: Советский композитор. С. 5-8; 2-е изд., испр. СПб.: Композитор. 2005. С. 5-8.
- 1989 М. С. Друскин: пометы на полях книги Б. М. Ярустовского / Публ. В. Варунца // МА. № 4-5. С. 217–223.
- 1992 Игорь Стравинский и Россия / Публ. Л. Ковнацкой // Там же. № 4-5. С. 193–194.
- 1995 Каким его знаю. Из воспоминаний / Публ. Л. Друскиной // Там же. № 4-5. С. 230–242. См. также в кн.: Друскин Я. Дневники. СПб.: Академический проект, 1999. С. 7-41.

### Книги й нотні сбірники під редакциєю М.С.Друскіна
- 1932 Песни революционной Германии: Для голоса с ф.-п. / Авторская обраб. М. Друскина; Рус. текст М. Аронсона. Л.: Музгиз. 11 с.
- 1937 Сен-Санс. Жюль Массне / Пер. А. Паркау. Л.: ЛГК. 9 с.
- 1938 Французская музыка второй половины XIX века: Сб. переводных работ Ж. Тьерсо, Ж. Комбарье, Э. Истеля, Ш. Кёхлина, Ж. Продомма / Подбор материала, вступ. ст. и ред. М. С. Друскина. М.: Искусство. 252 с.
- 1938 50 русских революционных песен: Для хора без сопровожд. / Свободная обраб. нар. артиста СССР орденоносца А. В. Александрова и Б. С. Шехтера; Сост. и ред. М. С. Друскин. Л.: Музгиз. 253 с.
- 1946 Соллертинский И. И. Избранные статьи о музыке / Ред.-сост. М. Друскин. М.; Л.: Искусство. 144 с.
- 1954 Орлов Г. Советский фортепьянный концерт. Л.: Музгиз. 211 с.
- 1956 Очерки по истории русской музыки 1790–1825 / Ред. М. Друскина и Ю. Келдыша. Л.: Музгиз. 457 с.
- 1956 Соллертинский И. Музыкально-исторические этюды / Вступ. ст. Д. Шостаковича, Л.: Музгиз. 362 с.
- 1956 Советская музыка: Статьи и материалы / Ред. коллегия: М. Гринберг, Л. Данилевич, М. Друскин, И. Нестьев. М.: Советский композитор. Вып. 1. 328 с.
- 1957 Песни русской революции: С коммент<ариями> / Обработка для ф.-п. Л. Пригожина; Ред.-сост. М. Друскин. Л.: Советский композитор. 54 с.
- 1958 Конен В. История зарубежной музыки XIX века. М.: Музгиз, 1958. Вып. 1. 391 с.
- 1958 Очерки по истории и теории музыки / Ред. М. Друскина и Ю. Тюлина. Л.: Музгиз. 178 с.
- 1959 Абрамовский Г., Арановский М., Белецкий И. и др. 50 опер: История создания. Сюжет. Музыка. Л.: Советский композитор. 328 с.; 2-е изд. 1960. 328 с.; 3-е изд. 1962. 328 с.
- 1963 Соллертинский И. Исторические этюды / Вступ. ст. Д. Шостаковича. 2-е изд. Л.: Музгиз. Т. 1. 394 с.
- 1963 Соллертинский И. Критические статьи. Л.: Музгиз. Т. 2. 183 с.
- 1963 Вопросы современной музыки. Л.: Музгиз. 266 с.
- 1964 100 опер: История создания. Сюжет. Музыка. Л.: Музыка; 5-е изд. 1973; 6-е изд. 1976. 480 с.; 7-е изд. 1981. 486 с.; 8-е изд. 1987. 486 с.
- 1964 Швейцер А. Иоганн Себастьян Бах. М.: Музыка. 1965. 725 с.; 2-е изд., расшир. и доп. М.: Классика-XXI, 2002. 816 с.; 3-е изд. 2004. 801 с.
- 1964 Дюмениль Р. Современные французские композиторы группы «Шести» / Пер. с фр. И. Зубкова; Ред. и вступ. ст. М. Друскина. Л.: Музыка, 1964. 132 с.
- 1967 Асафьев Б. (Игорь Глебов). Критические статьи, очерки и рецензии: Из наследия конца десятых — начала тридцатых годов / Сост. и авт. комм. И. В. Белецкий; Ред. и авт. предисл. М. С. Друскин. М.; Л.: Музыка. 300 с.
- 1971 Из истории музыки XX века: Сб. статей. М.: Музыка. 255 с.
- 1971 Игорь Стравинский: Диалоги. Воспоминания. Размышления. Комментарии / Пер. с англ. В. А. Линник; Ред. пер. Г. А. Орлов; Послеслов. и общ. ред. М. С. Друскина. Л.: Музыка. 414 с.
- 1973 Музыкальная энциклопедия / Гл. ред. Ю. В. Келдыш; Ред. коллегия: В. А. Белый, В. С. Виноградов, Л. В. Данилевич, М. С. Друскин, О. Е. Левашева, И. И. Моравек, В. В. Протопопов, И. М. Ямпольский, Б. М. Ярустовский. М.: Советская энциклопедия. 1-й т. — 1072 с.; 2-й т. — 960 с.; 3-й т. — 1104 с.; 4-й т. — 976 с.; 5-й т. — 1056 с.; 6-й т. — 1008 с.
- 1973 Соллертинский И. Статьи о балете / Сост. и авт. комм. И. В. Белецкий; Ред. и авт. предисл. М. С. Друскин. Л.: Музыка. 208 с.
- 1974 Памяти И. И. Соллертинского: Воспоминания, материалы, исследования / Сост. и авт. комм. Л. Михеева; Общ. ред. И. Гликмана, М. Друскина, Д. Шостаковича. Л.; М.: Советский композитор. 296 с.; 2-е изд., доп. Л.: Советский композитор, 1978. 310 с.
- 1975 А. Веберн: Лекции о музыке. Письма / Сост. и ред. М. С. Друскина и А. Г. Шнитке; Пер. с нем. В. Г. Шнитке. М.: Музыка. 143 с.
- 1975 Друмева К., Костакева М., Хлебаров И. Любомир Пипков. М.: Советский композитор. 264 с.
- 1976 Браудо И. Об органной и клавирной музыке / Вступ. и комм. Л. Ковнацкой. Л.: Музыка. 152 с.
- 1976 Современные вопросы музыкознания: Сб. статей / Ред. коллегия: М. С. Друскин, Е. М. Орлова, Е. А. Ручьевская, Л. Г. Раппопорт. М.: Музыка. 287 с.
- 1976 Д. Шостакович: Статьи и материалы / Сост. и ред. Г. М. Шнеерсона; Ред. коллегия: И. Андроников, М. Друскин, В. Задерацкий, Г. Шнеерсон. М.: Советский композитор. 336 с.
- 1976 Музыка XX века: Очерки в двух частях. 1890–1945 / Ред. Д. В. Житомирский. М.: Музыка. Часть 1, кн. 1: 1890–1917. 367 с. (член редколлегии)
- 1979 Iwan I. Sollertinski. Von Mozart bis Schostakowitsch: Essays, Kritiken, Aufzeichnungen. Lepzig: Verlag Philipp Reclam jun. 313 S.
- 1981 Андрей Петров: Сб. статей / Общ. Ред. М. С. Друскина. Л.: Музыка. 166 с.
- 2001 Арнольд Шёнберг: Письма / Пер. В. Г. Шнитке; Общ. ред. М. С. Друскина, Л. Г. Ковнацкой. СПб.: Композитор; Pro Arte. 462 с.; 2-е изд., испр. СПб.: Композитор, 2007. 464 с.

## Адреси
- Плуталова вулиця, будинок 24 — тут знаходилася Радянська єдина трудова школа, де М. Я. Друскін навчався в 1921 р.; нині це середня загальноосвітня школа № 47 імені Д. С. Лихачова.
- У Ленінграді до евакуації М. С. Друскін жив на вул. Гатчинського, 6; тут же в 1941–1942 гг. жив його брат Я. С. Друскін.[2]